# سونگ‌هان
هونگ سونگ هان (کره‌ای: 홍승한؛ زادهٔ ۲ اکتبر ۲۰۰۳) که با نام سونگ‌هان (انگلیسی: Seunghan) شناخته می‌شود، خواننده اهل کره جنوبی است. او عضو سابق گروه پسرانه کره‌ای رایز است که در سال ۲۰۲۳ زیر نظر اس‌ام انترتینمنت فعالیتش را آغاز کرد. او در نیمهٔ دوم سال ۲۰۲۵ به عنوان هنرمند انفرادی فعالیتش را آغاز می‌کند.
او نخستین بار در ژوئیه ۲۰۲۲ به عنوان آیدل کارآموز تیم اس‌ام روکیز از اس‌ام انترتینمنت معرفی شد و در سپتامبر ۲۰۲۳ به عنوان عضو گروه رایز فعالیتش را آغاز کرد. سونگ‌هان در میان افشاگری‌ها و انتقادات مربوط به زندگی شخصی‌اش، در نوامبر ۲۰۲۳ از گروه فاصله گرفت و در اکتبر ۲۰۲۴ بازگشت و دو روز بعد در حین واکنش‌های شدید طرفداران گروه، برای همیشه گروه را ترک کرد. شرایط پیرامون خروج سونگ‌هان از این گروه جنجال برانگیخت و بسیاری به خاطر ذهنیت سمی فرهنگ کنسل در میان طرفدارانی که در کره جنوبی هستند، انتقاد کردند.

## اوایل زندگی و تحصیلات
هونگ سونگ هان زادهٔ ۲ اکتبر ۲۰۰۳ در گویانگ، استان گیونگ‌گی، کره جنوبی است او در دبیرستان جونگ‌سان در ناحیه گانگنام، سئول تحصیل می‌کرد پیش از اینکه به دپارتمان موسیقی مدرسه هنرهای نمایشی سئول انتقال پیدا کند. او در سال ۲۰۲۲ از این مدرسه فارغ‌التحصیل شد. پیش از آغاز فعالیت با رایز، او به مدت سه سال و نیم کارآموز اس‌ام انترتینمنت بود.

## فیلم‌شناسی

### برنامه تلویزیونی
| سال       | عنوان                   | نقش    | توضیحات                           | منابع |
| --------- | ----------------------- | ------ | --------------------------------- | ----- |
| ۲۰۲۲–۲۰۲۳ | ولکام تو ان‌سی‌تی یونیورس | خودش   | ده قسمت                           | [ ۶ ] |
| ۲۰۲۳      | شو! میوزیک کور          | میزبان | قسمت ۸۳۰ به همراه اون‌سوک و سول‌یون | [ ۷ ] |